# Herzstolpern (Film, 2023)
Herzstolpern ist ein zweiteiliger Fernsehfilm aus dem Jahr 2023. In den Hauptrollen spielen Benjamin Raue, Juliane Siebecke, Sebastian Ströbel und Anna Maria Sturm. Die Erstausstrahlung erfolgte am 7. und 8. Mai 2023 im ZDF. Der erste Film trägt den Untertitel Aufbruch nach Italien, der zweite Film Neustart ins Leben.

## Handlung
Felix Häverkamp hat Trisomie 21 und einen Herzfehler und lebt mit seinen Eltern Alexander und Silke in Hamburg. Während Silke dienstlich nach Barcelona reist, fährt Alexander mit Felix auf einen inklusiven Bauernhof, auf welchem junge Menschen mit Trisomie 21 leben und arbeiten. Der Bauernhof wird von Elisa und Holger Jansen geführt und heißt Floras Mühlenhof, benannt nach deren verstorbener Tochter Flora, welche auch Trisomie 21 hatte. Auf dem Bauernhof lernt Felix Emma Rinaldi kennen, welche auch Trisomie 21 hat, und freundet sich mit ihr an. Während Alexander von dem Bauernhof wenig begeistert ist, möchte Felix am nächsten Tag unbedingt wieder hin und kann sich schließlich durchsetzen.
Emma wohnt bei ihren Müttern Lucia Rinaldi und Eva Mohnberg. Lucia hat einen Brief von ihrem Vater Roberto, Emmas Großvater, erhalten. Da sie sich aber mit diesem zerstritten hat, zerreißt sie den Brief und wirft ihn weg. Emma hingegen möchte unbedingt ihren Opa kennenlernen und puzzelt den Brief heimlich wieder zusammen. Über den Brief findet sie heraus, dass ihr Opa in Italien lebt und möchte ihn dort besuchen. Wieder auf dem Bauernhof beschließt sie mit Felix gemeinsam heimlich nach Italien aufzubrechen. Nachdem die beiden ihre Eltern und Elisa davon überzeugt haben, auf dem Hof übernachten zu dürfen, gelingt es den beiden in der Nacht auszureißen.
Emma und Felix machen sich auf dem Weg mit dem Zug nach München. Im Zug stellt Felix fest, dass er seine Tablette vergessen hat. Am nächsten Morgen bemerkt Elisa das Verschwinden der beiden und informiert ihre Eltern. Während Lucia den beiden mit dem Zug hinterherreist, nimmt Alexander das Auto und wird von Elisa begleitet. Lucia und Eva erstellen auch eine Suchmeldung im Internet und so kommt es, dass ein Schaffner die Polizei hinzuzieht. Um nicht entdeckt zu werden, verlassen Emma und Felix den Zug in Erfurt. In Erfurt erleidet Felix einen Schwächeanfall und kommt begleitet von Emma ins Krankenhaus. Nachdem ihm dort Medikamente verabreicht wurden, geht es ihm besser und Emma und Felix verlassen heimlich das Krankenhaus, kurz bevor Alexander und Elisa dort eintreffen. Schließlich steigen sie wieder in den Zug nach München, just in dem Moment, als Lucia den Zug durch eine andere Tür verlässt.
Nachdem Alexander und Elisa Lucia auf den neuesten Stand gebracht haben, setzen Alexander und Elisa die Reise im Auto fort und Lucia steigt wieder in den nächsten Zug. Lucia sperrt die EC-Karte von Emma, sodass Emma und Felix in München nicht wie geplant ein Busticket kaufen können. Also verdienen sich die beiden durch eine Tanzeinlage auf der Straße das Geld, sogar so viel, dass sie erst zur Erholung in einem Hotel einchecken, bevor sie ihre Reise fortsetzen. Währenddessen haben Alexander und Elisa kurz vor München einen Autopanne. Während ein Mechaniker das Auto abschleppt und repariert, dürfen die beiden in seiner Wohnung übernachten. Dort kommen sich Alexander und Elisa näher und Alexander erfährt von Flora und davon, dass der Hof vor dem finanziellen Aus steht. Alexander beschließt Elisa und dem Hof zu helfen und kontaktiert seinen besten Freund Hanno Friedrich, der wiederum mit einer Bankerin befreundet ist. Diese Bankerin soll für Elisas Bank ein Finanzierungskonzept entwickeln.
Während Emma und Felix am nächsten Morgen bei Roberto ankommen, machen sich Alexander und Elisa wieder auf den Weg. Silke, die ihre Dienstreise abgebrochen und einen Flieger nach München genommen hat, trifft dort auf Lucia. Die beiden setzen ihre Reise gemeinsam mit einem Auto fort. Als schließlich alle in Italien angekommen sind, erleidet Felix einen weiteren Zusammenbruch. Aufgrund einer schweren Lungenentzündung, welche sein Herz belastet, muss er ins künstliche Koma versetzt werden. Lucia und Roberto können sich am Grab seiner Frau bzw. ihrer Mutter schließlich aussprechen. Roberto kam nicht damit klar, dass Lucia lesbisch ist und hatte ihr vorgeworfen, dass die kranke Emma die Strafe dafür sei.
Nachdem Felix sich von der Lungenentzündung erholt hat und wieder aufgewacht ist, reisen alle zurück nach Hamburg. Holger hat sich entschlossen, den Hof zu verlassen, da er nicht damit klarkommt, jeden Tag an Flora erinnert zu werden. Bei Elisa ist das Gegenteil der Fall, ihr hilft der Hof und die Arbeit um über den Verlust hinwegzukommen. So trennen sich Elisa und Holger. Auch Alexander und Silke haben sich getrennt. Bei den beiden hatte es auch schon eine Weile gekriselt, weil Silke hauptsächlich für ihre Arbeit gebrannt hat und Alexander Felix zuliebe immer zurückstecken musste. Schließlich kann der Hof durch eine Kooperation mit einer Werkstatt, in der Felix eigentlich arbeiten sollte, bevor er sich für den Hof entschieden hatte, gerettet werden. Elisa und Alexander werden ein Paar.